# Jaron Lanier
Jaron Lanier (Nueva York, 3 de mayo de 1960) es un escritor, informático y compositor de música clásica  estadounidense.
Pionero en el campo de la realidad virtual (un término cuya popularización se le atribuye). Lanier y Thomas G. Zimmerman dejaron Atari en 1985 para fundar VPL Research, Inc., la primera compañía que vendió gafas y guantes de realidad virtual. A finales de la década de 1990, Lanier trabajó en aplicaciones para Internet2, y en la década de 2000 fue científico visitante en Silicon Graphics y varias universidades. En 2006 empezó a trabajar para Microsoft, y desde 2009 forma parte de Microsoft Research como científico interdisciplinario.
Lanier también ha compuesto música clásica y es un coleccionista de instrumentos raros; su álbum acústico de 1994, Instruments of Change, incluye instrumentos asiáticos de viento y de cuerda, tales como el órgano de boca khaen, la flauta suling y el esraj, un instrumento similar al sitar. Lanier dirigió un cortometraje experimental, y trabajó en equipo con Mario Grigorov para componer la banda sonora del documental The Third Wave, de 2007. En 2010, Lanier fue incluido en Time 100, la lista de las 100 personas más influyentes publicada anualmente por la revista Time.

## Primeros años y educación (1960-1982)
Nacido Jaron Lanier Zepel en la ciudad de Nueva York, Lanier se crio en Mesilla, Nuevo México. Los padres de Lanier eran inmigrantes judíos de Europa; su madre, originaria de Viena, era una superviviente de un campo de concentración, y la familia de su padre había emigrado de Ucrania para escapar de los pogromos. Cuando tenía nueve años, su madre murió en un accidente de coche. Vivió en tiendas de campaña con su padre durante un período prolongado antes de embarcarse en un proyecto de siete años para construir una casa en forma de cúpula geodésica que él ayudó a diseñar. A los 13 años, Lanier convenció a las autoridades de la Universidad Estatal de Nuevo México (NMSU, por su sigla en inglés) que le permitieran inscribirse en la universidad. En NMSU, Lanier conoció a Marvin Minsky y Clyde Tombaugh y tomó cursos a nivel de postgrado; recibió una beca de la Fundación Nacional para la Ciencia de los Estados Unidos (NSF, por su sigla en inglés) para estudiar notación matemática, lo que lo llevó a aprender programación de computadoras. De 1979 a 1980, el proyecto financiado por la NSF en NMSU se centró en "las simulaciones gráficas digitales para facilitar el aprendizaje". Lanier también asistió a una escuela de arte en Manhattan durante este tiempo, pero regresó a Nuevo México y trabajó como partero. El padre de un bebé al que él ayudó a dar a luz le dio un automóvil como regalo; Lanier condujo el coche a Los Ángeles para visitar a una joven cuyo padre trabajaba en el departamento de física del Instituto de Tecnología de California, donde Lanier conoció y conversó con Richard Feynman y Murray Gell-Mann.

## Atari, VPL Research (1983-1990)
En California, Lanier trabajó para Atari, donde conoció a Thomas Zimmerman, inventor del guante de datos. Después de que Atari Inc. fuera dividida en dos compañías en 1984, Lanier se quedó sin trabajo. El tiempo libre le permitió concentrarse en sus propios proyectos, entre ellos VPL, un lenguaje de programación visual "post-simbólico". Junto con Zimmerman, Lanier fundó VPL Research y se dedicó a la comercialización de tecnologías de realidad virtual; la compañía prosperó durante un tiempo, pero se declaró en bancarrota en 1990. En 1999, Sun Microsystems compró las patentes de VPL de realidad virtual y las relacionadas con gráficos.[cita requerida]

## Internet2, científico visitante (1997-2001)
De 1997 a 2001, Lanier fue el jefe científico de la organización Advanced Network and Services, que contenía la Oficina de Ingeniería del consorcio Internet2, y se desempeñó como científico principal de la Iniciativa de Teleinmersión Nacional, una coalición de universidades de investigación que estudiaban aplicaciones avanzadas para Internet2. La Iniciativa demostró los primeros prototipos de teleinmersión en el año 2000 después de un período de desarrollo de tres años. De 2001 a 2004 fue científico visitante en Silicon Graphics Inc., donde creó soluciones a problemas centrales en telepresencia y teleinmersión. También fue investigador visitante en el Departamento de Ciencias de la Computación en la Universidad de Columbia (1997-2001), un artista visitante en el Programa de Telecomunicaciones Interactivas de la Universidad de Nueva York, y miembro fundador del Instituto Internacional para la Evolución y el Cerebro.

## Filosofía, crítica de la Web 2.0

### “One Half a Manifesto” (2000)
En su artículo en línea “One Half a Manifesto” [La mitad de un manifiesto] en la revista Edge, publicado en noviembre de 2000, Lanier critica las declaraciones de escritores como Ray Kurzweil, y se opone a la posibilidad del así llamado "totalitarismo cibernético", que es "un cataclismo desatado cuando las computadoras se convierten en amos superinteligentes de la materia y la vida". La posición de Lanier es que no se puede considerar a los seres humanos como computadoras biológicas, es decir, en realidad no se los puede comparar con computadoras digitales, y es muy poco probable que en unas pocas décadas se los pueda reemplazar fácilmente, o económicamente, por computadoras. Mientras que la cantidad de transistores en un circuito integrado aumenta de acuerdo a la ley de Moore, el rendimiento general crece muy lentamente. Según Lanier, esto se debe a que la productividad humana en la elaboración de programas informáticos sube solo ligeramente, y el software se vuelve más hinchado y sigue siendo tan propenso a errores como lo ha sido siempre. "En pocas palabras, el software simplemente no lo permitirá. En la actualidad la programación no puede crecer al ritmo de la capacidad de procesamiento, y nunca lo hará." Al final, advierte que el mayor problema de una teoría (especialmente una ideología) no es que sea falsa, "sino cuando se proclama el camino único y totalmente completo a la comprensión de la vida y la realidad”. La impresión de necesidad objetiva paraliza la capacidad de los seres humanos de abandonar o de luchar contra el paradigma, y causa el destino “inexorable” que echa a perder a las personas.

### Comunicación postsimbólica (2006)
Algunas de las especulaciones de Lanier abarcan lo que él llama "comunicación postsimbólica". En su columna de abril de 2006 en la revista Discover  escribe sobre cefalópodos (es decir, las diversas especies de pulpos, calamares y moluscos relacionados), muchos de los cuales son capaces de transformar sus cuerpos, incluyendo el cambio de pigmentación y textura de su piel, así como complejas imitaciones de formas con sus extremidades. Lanier ve este comportamiento, especialmente el intercambiado entre dos octópodos, como una expresión conductual de pensamiento directa, no mediada.

### Wikipedia y la omnisciencia de la sabiduría colectiva
En su ensayo en línea "Digital Maoism: The Hazards of the New Online Collectivism" [Maoísmo digital: los peligros del nuevo colectivismo en línea], en la revista Edge en mayo de 2006, Lanier criticó la omnisciencia que a veces se le atribuye a la sabiduría colectiva (incluyendo ejemplos como el artículo de Wikipedia sobre sí mismo, que según él de manera recurrente exagera su trabajo como cineasta), y la describió como "el maoísmo digital". Él escribe: "Si comenzamos a creer que la Internet es una entidad que tiene algo que decir, estamos devaluando a la gente [que crea el contenido] y nos convertimos en idiotas”.
Su crítica se enfoca en varios elementos que le preocupan. Su problema no es con el experimento del despliegue de la Wikipedia, sino la manera de que la Wikipedia ha llegado a ser considerada y utilizada. Cómo se ha elevado su importancia tan rápidamente. Y eso es parte del patrón mayor de la súplica de un colectivismo en línea nueva, que es nada menos que un resurgimiento de la idea de que el colectivo es sabio.
Este tema se explora con más profundidad en una entrevista que dio en el programa The Philosopher's Zone, en la Radio Nacional australiana, donde critica el efecto que "elimina todo rastro de la gente".
En diciembre de 2006 Lanier continuó su crítica de la sabiduría de los grupos en un artículo en Edge titulado "Beware the Online Collective" [Cuidado con el colectivo en línea]. Lanier escribe:
Me pregunto si algún aspecto de la naturaleza humana evolucionó en el contexto de grupos rivales. Quizá estemos programados genéticamente para responder al llamado de la muchedumbre... ¿Qué va a impedir que una masa en línea de personas anónimas pero conectadas se convierta en una turba, como lo han hecho las masas una y otra vez en la historia de toda cultura humana? Es increíble que los detalles en el diseño del software en línea puedan poner de manifiesto tales variados potenciales en el comportamiento humano. Es hora de reflexionar sobre ese poder desde una perspectiva moral.
Lanier sostiene que la búsqueda de información más profunda en cualquier área, tarde o temprano requiere encontrar información que ha sido producida por una sola persona, o unos pocos individuos dedicados: "Tienes que tener la oportunidad de sentir la personalidad para que el lenguaje cobre su significado pleno". Es decir, él ve limitaciones en la utilidad de una enciclopedia producida por terceros solo parcialmente interesados como vehículo de comunicación.

### Contra el rebaño digital. Un manifiesto(2010)
En su libro Contra el rebaño digital. Un manifiesto (You Are Not a Gadget: A Manifesto) (2010), Lanier critica lo que percibe como la “mente de enjambre” de la Web 2.0 (sabiduría de los grupos), y describe la expropiación de la producción intelectual que realizan el código y el contenido abiertos como una forma de "maoísmo digital". Lanier argumenta que la evolución de la Web 2.0 ha retrasado el progreso y la innovación y glorificado el colectivo a expensas del individuo. Ve a Wikipedia y Linux como ejemplos de este problema; Wikipedia por lo que él ve como la "ley del más fuerte" que ejercen sus editores anónimos, la debilidad de su contenido no científico, y el hecho de que se intimide a los expertos. Lanier también sostiene que hay limitaciones a ciertos aspectos del movimiento de código y contenido abiertos debido a que carecen de la capacidad de crear algo verdaderamente nuevo e innovador. Por ejemplo, Lanier arguye que el movimiento de código abierto no creó el iPhone. En otro ejemplo, Lanier afirma que la Web 2.0 hace que los navegadores se vuelvan perezosos, destruye el potencial de sitios web innovadores como Thinkquest, y dificulta la comunicación de ideas (por ejemplo, la matemática) a un público más amplio. Lanier sostiene además que el enfoque de código abierto ha destruido la oportunidad de que la clase media financie la creación de contenido, y ha dado lugar a la concentración de la riqueza en unos pocos individuos ("los señores de la nube"), personas que, más gracias a la suerte que a la verdadera innovación, logran insertarse como concentradores de contenido en el momento crítico y en los puntos clave de la nube.

### ¿Quién controla el futuro?(2013)
En su libro ¿Quién controla el futuro?  (Who Owns the Future?) (2013), Lanier postula que la clase media está cada vez más marginada de la economía en línea. Al convencer a los usuarios de entregar información valiosa sobre sí mismos a cambio de servicios gratuitos, las compañías pueden acumular gran cantidad de datos prácticamente sin costo alguno. Lanier llama a estas empresas "servidores sirena", en alusión a las sirenas de Ulises. En lugar de pagar a cada individuo por su contribución a la base de datos, los servidores sirena concentran la riqueza en manos de los pocos que controlan los centros de datos. Da como ejemplo el algoritmo de traducción de Google, que amalgama traducciones que la gente sube en línea, ofreciendo al usuario la mejor conjetura basada en ellas. Las personas detrás de las traducciones originales no reciben remuneración por su trabajo, mientras que Google se beneficia de la mayor visibilidad de sus anuncios, producto de ser un poderoso servidor sirena. Para solucionar este problema, Lanier sugiere una estructura alternativa de la red basada en el Proyecto Xanadú de Ted Nelson. Propone un sistema de enlace de dos vías que indicaría la fuente de toda información, así creando una economía de micropagos que compensaría a la gente por el material original que publicaran en la red. En síntesis, el autor del libro reseñado presenta su visión heterodoxa para lograr una economía de la información humanista, analizando lo pernicioso de la situación digital para la clase media.

## Música

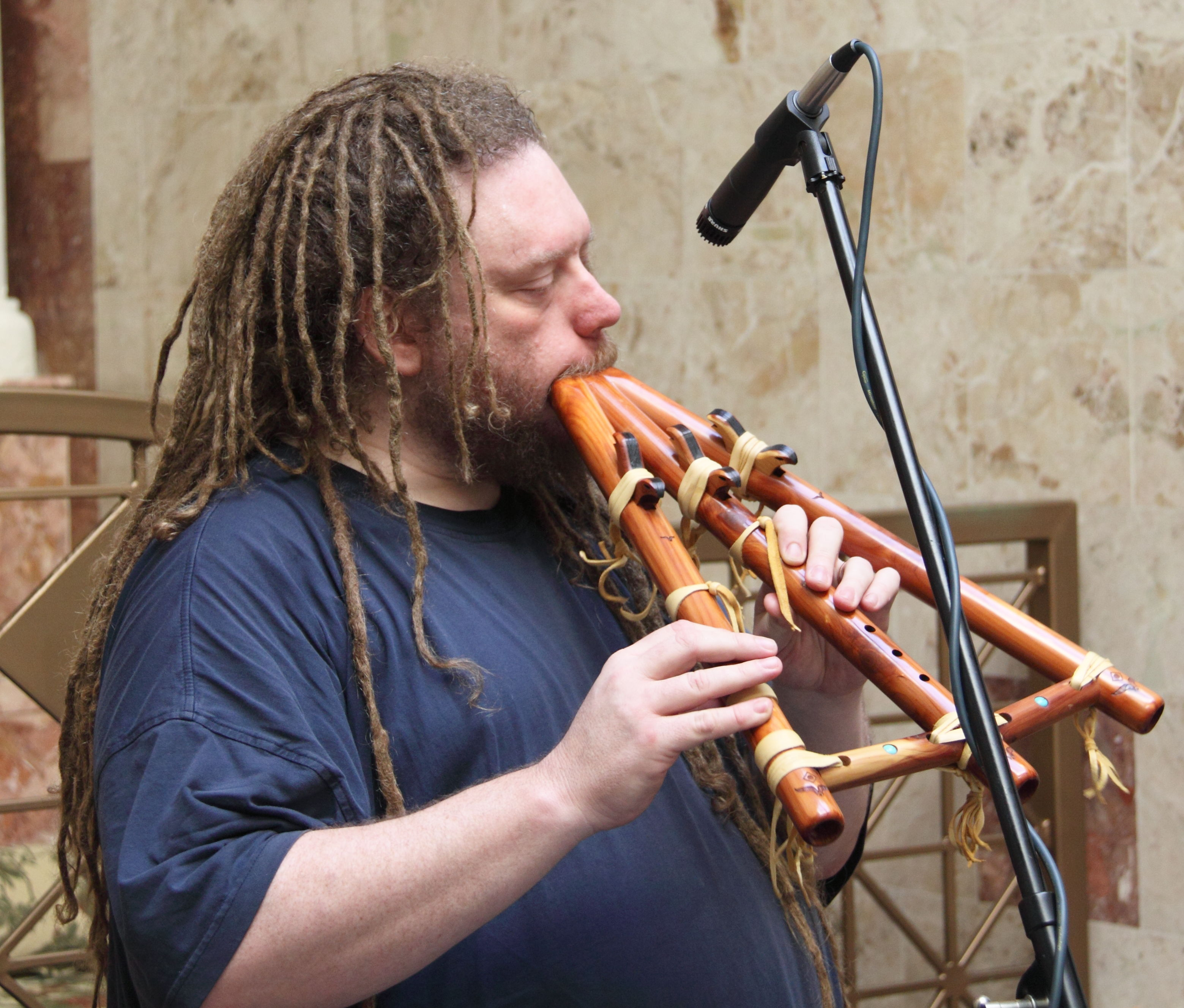
Lanier tocando un instrumento en el concierto Garden of Memory durante el solsticio de verano, en Oakland, California, junio de 2009

Como músico, Lanier ha participado en el mundo de la música clásica contemporánea desde finales de la década de 1970. Es un pianista y especialista en muchos instrumentos musicales no occidentales, especialmente los instrumentos de viento y cuerda de Asia. Mantiene una de las colecciones más grandes y variadas en el mundo de instrumentos raros que hoy en día todavía están en uso. Lanier ha tocado con artistas tan diversos como Philip Glass, Ornette Coleman, George Clinton, Vernon Reid, Terry Riley, Duncan Sheik, Pauline Oliveros y Stanley Jordan. Sus proyectos de grabación incluyen su dueto acústico tecno con Sean Lennon y un álbum de duetos con el flautista Robert Dick.
Lanier también compone música de cámara y orquestal. Entre los proyectos que se le encargaron se cuenta una ópera a estrenarse en Busan, Corea del Sur, y una sinfonía, Symphony for Amelia [Sinfonía para Amelia], estrenada por la Orquesta y Coro del Festival de Bach en Winter Park, Florida, en octubre de 2010. Encargos recientes incluyen Earthquake!  [¡Terremoto!], un ballet que se estrenó en el Centro para las Artes Yerba Buena en San Francisco, en abril de 2006; Little Shimmers [Pequeños destellos] para el conjunto TroMetrik, estrenado en el teatro ODC en San Francisco en abril de 2006; Daredevil [Temerario], para el conjunto de música de cámara ArrayMusic, que se estrenó en Toronto en 2006; una serie de obras (cuya duración es similar a la de un concierto) para orquesta y mundos virtuales que incluye, entre otras, las piezas "Canons for Wroclaw" [Cánones para Breslavia], "Khaenoncerto" [Concierto para khaen] y "The Egg” [El Huevo], estrenada en el año 2000 en celebración del milésimo cumpleaños de la ciudad de Breslavia, Polonia; un concierto triple, The Navigator Tree, encargado por el Fondo Nacional para las Artes y el Foro de Compositores estadounidenses, que se estrenó en el año 2000; y Mirror/Storm [Espejo/Tormenta], una sinfonía que le encargara la Orquesta de Cámara de St. Paul, estrenada en 1998. Continental Harmony [Armonía Continental], un especial de la cadena televisiva PBS que documenta el proceso de creación y el estreno de The Tree Navigator, ganó el premio Golden Eagle Award otorgado por la organización CINE.
En 1994, POINT Music/Philips Records/PolyGram lanzó su álbum de música clásica Instruments of Change [Instrumentos de cambio]. Stephen Hill ha descrito el álbum como una exploración occidental de las tradiciones musicales asiáticas en "The Crane Flies West 2", el episodio N.º 357 de su programa de radio Hearts of Space.
El trabajo de Lanier con instrumentos de Asia se puede escuchar extensamente en la banda sonora de Three Seasons [Tres estaciones] (1999), la primera película en ganar tanto el premio del público como el del jurado en el Festival de Cine de Sundance. Él y Mario Grigorov compusieron la banda sonora del documental The Third Wave [La Tercera Ola], que se estrenó en Sundance en 2007.
Lanier también ha sido un pionero en el uso de realidad virtual en shows musicales con su banda Chromatophoria, que ha recorrido el mundo y sido el número principal en sitios como el Festival de Jazz de Montreux. Toca instrumentos virtuales y emplea instrumentos reales para guiar lo que pasa en mundos virtuales en escena. En octubre de 2010, Lanier colaboró con el Rollins College y John V. Sinclair, de la Orquesta y Coro del Festival de Bach, en el estreno mundial de Symphony for Amelia.
Lanier escribió el epílogo del libro Sound Unbound: Sampling Digital Music and Culture [Sonido en flujo. Muestreo de música y cultura digitales] (MIT Press, 2008), editado por Paul D. Miller (alias DJ Spooky).
En 1999 Lanier publicó una columna de opinión en el New York Times titulada "Piracy is Your Friend" [La piratería es tu amiga], en la que sostiene que las compañías discográficas son una amenaza mucho mayor para los artistas que la piratería. En 2007 publicó un mea culpa sobre el tema en el mismo periódico.

## Membresías
Lanier ha sido miembro de numerosos consejos asesores, entre ellos la Junta de Consejeros de la Universidad del Sur de California, Medical Media Systems (una empresa que ofrece videos de entrenamiento para médicos asociada a la Universidad de Dartmouth), Microdisplay Corporation, y NY3D (diseñadores de pantallas autoestereoscópicas).
A mediados de 1997 fundó, junto con otros, la Iniciativa Nacional de Teleinmersión, un proyecto dedicado a la utilización de la tecnología informática para dar a las personas que están separadas por grandes distancias la ilusión de que están físicamente juntas. Lanier es miembro de la Red Global de Negocios, que forma parte del Monitor Group.

## En los medios de comunicación
Ha aparecido en varios documentales, entre ellos el documental para la televisión danesa Computerbilleder – udfordring til virkeligheden [Imágenes digitales - desafío a la realidad], de 1992; el documental Synthetic Pleasures [Placeres sintéticos], de 1995; y el documental para televisión Rage Against the Machines [Furia contra las máquinas], de 2004. Lanier aparece en los créditos de la película Minority Report (2002) como colaborador. Lanier afirmó que su rol era el de ayudar a diseñar artefactos y otros. Lanier ha aparecido en los programas de televisión The Colbert Report y Charlie Rose.
Durante los últimos años, Lanier se ha convertido en un férreo crítico de las redes sociales, algo que se ha encargado de difundir abiertamente a través de los medios de comunicación y de su bibliografía. En Ten Arguments For Deleting Your Social Media Accounts explica que este tipo de comunidades nos hacen perder nuestra libertad -convirtiéndonos en una suerte de animales de laboratorio-, generan infelicidad -y sensación de aislamiento-, debilitan la verdad, destruyen la capacidad de empatía -con su selección de contenidos-, y no quieren que tengamos dignidad económica.

“Evito las redes por la misma razón que evité las drogas: me hacen mal”
Jaron Lanier, noviembre de 2017.

## Premios y distinciones
- Premio Watson de la Universidad Carnegie Mellon, 2001
- Finalist para el primer Edge of Computation Award, 2005.[33]
- Doctorado honoris causa del New Jersey Institute of Technology, 2006
- Virtual Reality Career Award del Instituto de Ingeniería Eléctrica y Electrónica, 2009
- Declarado por la revista Time una de las 100 personas más influyentes, 2010.
- Doctorado honoris causa del Franklin and Marshall College, 2012.
- Premio Goldsmith Book al mejor libro no académico, 2014.[37]
- Premio de la Paz del Comercio Librero Alemán, 2014

## Obras

### Música clásica
- 1994, Instruments of Change [Instrumentos de cambio], POINT Music/Philips Records/PolyGram

### Videojuegos
- Moondust (C64, 1983)
- Alien Garden (Atari 800, 1982, con el diseñador Bernie DeKoven[38])

### Libros
- 2006, Information Is an Alienated Experience (La información es una experiencia alienada), Basic Books. ISBN 0-465-03282-6.
- 2010, You Are Not a Gadget: A Manifesto[39] (Contra el rebaño digital. Un manifiesto), New York: Alfred A. Knopf, ISBN 978-1-84614-341-0.
- 2013, Who Owns the Future? (¿Quién es dueño del futuro?), San Jose: Simon & Schuster, UK: Allen Lane. ISBN 978-1-846145223.
- 2018, Ten Arguments For Deleting Your Social Media Accounts? (Diez razones para borrar tus cuentas en redes sociales), Henry Holt & Co. ISBN 9781250196682.